# Hanna Krauze-Sikorska
Hanna Maria Krauze-Sikorska – polska pedagog, dr hab., profesor uczelni Pracowni Badań nad Procesem Uczenia się Wydziału Studiów Edukacyjnych Uniwersytetu im. Adama Mickiewicza w Poznaniu.

## Życiorys
12 listopada 1996 obroniła pracę doktorską Obraz świata w dziecięcej twórczości plastycznej okresu ideoplastyki, następnie uzyskała stopień doktora habilitowanego. Została zatrudniona na stanowisku adiunkta w Zakładzie Teoretycznych Podstaw Edukacji na Wydziale Studiów Edukacyjnych Uniwersytetu im. Adama Mickiewicza w Poznaniu.
Była profesorem w Wielkopolskiej Wyższej Szkole Społeczno-Ekonomicznej w Środzie Wielkopolskiej, profesorem nadzwyczajnym w Wyższej Szkole Pedagogiki i Administracji im. Mieszka I w Poznaniu, a także kierownikiem w Zakładzie Edukacji Elementarnej i Terapii Pedagogicznej na Wydziale Studiów Edukacyjnych Uniwersytetu im. Adama Mickiewicza w Poznaniu.
Jest profesorem uczelni Pracowni Badań nad Procesem Uczenia się Wydziału Studiów Edukacyjnych Uniwersytetu im. Adama Mickiewicza w Poznaniu, oraz członkiem Rady Dyscypliny Naukowej – Pedagogiki Uniwersytetu im. Adama Mickiewicza w Poznaniu.